# Corpo di Lewy

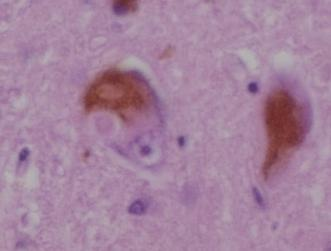
Corpi di Lewy

I corpi di Lewy sono degli aggregati proteici anormali che si sviluppano all'interno delle cellule nervose, contribuendo alla demenza associata al morbo di Parkinson (PD), alla demenza da corpo di Lewy e ad alcuni altri disturbi. I corpi di Lewy sono anche osservabili in caso di atrofia sistemica multipla, in particolare nella variante parkinsoniana.
Vengono identificati mediante esame immunoistochimico al microscopio del tessuto nervoso interessato. I corpi di Lewy appaiono come masse sferiche che spostano altri componenti cellulari. Un corpo di Lewy sottocorticale può essere trovato con maggiore probabilità all'interno del tronco cerebrale (e più specificamente nella substantia nigra). Può comunque essere identificato anche all'interno della corteccia cerebrale. Per questo motivo si parla di due varianti morfologiche: i corpi di Lewy sottocorticali (localizzati principalmente nel tronco encefalico) e corpi di Lewy corticali. Un classico corpo di Lewy è rappresentato da una massa di forma sferica, un'inclusione citoplasmatica eosinofila costituita da un nucleo denso circondato da un alone di fibrillare radiale di 10 nm, il cui principale componente strutturale è l'alfa-sinucleina. Un corpo di Lewy corticale è invece meno definito e non presenta l'alone, ma è pur sempre costituito da fibrille di alfa-sinucleina.
Nel campo dell'istopatologia, i corpi di Lewy corticali sono una caratteristica distintiva della demenza con corpi di Lewy (DLB), ma possono occasionalmente essere osservati anche nei neuroni con le inclusioni caratteristiche della malattia di Pick e della degenerazione cortico-basale, così come nei pazienti con altre taupatie.

## Storia
Nel 1910, il neurologo Fritz Heinrich Lewy studiava a Berlino per il suo dottorato. Egli fu il primo medico a notare che alcune insolite proteine nel cervello portavano alcune persone ad agire e pensare in modo anormale. Gli scienziati del tempo non avevano molti strumenti per determinare la natura e funzione di queste proteine. La sua scoperta divenne nota con il termine di corpo di Lewy, e con questo nome apparve in un manuale di neurologia nel 1912. All'incirca nello stesso periodo analoghe ricerche furono portate avanti da un altro scienziato, Gonzalo Rodríguez Lafora. Nel 1913, Lafora descrisse un altro caso ma riconobbe che Lewy lo aveva anticipato di pochi mesi nella scoperta. Un altro scienziato, Konstantin Nikolaevich Trétiakoff nel 1919 identificò gli stessi corpi nella substantia nigra dei cervelli di pazienti affetti da malattia di Parkinson. Infine fu solo nel 1923 che Lewy pubblicò ufficialmente le sue scoperte in un libro "The Study on Muscle Tone and Movement. Including Systematic Investigations on the Clinic, Physiology, Pathology, and Pathogenesis of Paralysis agitans".

## Biologia cellulare

Fotomicrografia del nucleo motore dorsale del nervo vago (DmX) in una sezione trasversale lungo il midollo superiore che dimostra depositi anomali di alfa-sinucleina come parte dei corpi di Lewy intraneuronali (estrema destra); il nucleo motore dorsale del nervo vago (DmX) è uno dei primi siti in cui si riscontrano depositi di sinucleina nella malattia di Parkinson

Il corpo di Lewy è composto dall'alfa-sinucleina associata con altre proteine come l'ubiquitina, la proteina dei neurofilamenti e l'alfa B cristallina. Possono anche essere presenti proteine Tau e i corpi di Lewy possono occasionalmente essere circondati da grovigli neurofibrillari. I corpi di Lewy e i grovigli neurofibrillari (NFT) possono occasionalmente esistere nello stesso neurone, in particolare a livello dell'amigdala.
Si ritiene che tale formazione rappresenti un aggresoma all'interno della cellula.

## Neuriti di Lewy
I neuriti Lewy sono anormali neuriti (processi neuronali) in neuroni malati, contenenti materiale granulare e filamenti di un'anormale α-sinucleina, simili a quelli che si ritrovano nei corpi di Lewy. Come i corpi di Lewy, i neuriti di Lewy sono una caratteristica delle cosiddette α-sinucleinopatie (ad esempio la demenza con corpi di Lewy, il morbo di Parkinson e l'atrofia multisistemica). Si trovano anche nella regione CA2-3 dell'ippocampo in corso di malattia di Alzheimer.

## Patologie associate
La principale malattia associata alla presenza dei corpi di Lewy è la malattia di Parkinson; tali corpi sono presenti anche all'interno dei neuroni di pazienti affetti da alcuni tipi di demenza e, più specificatamente nei neuroni di soggetti affetti da una variante della malattia di Alzheimer, la sindrome di Hallervorden-Spatz.
Le inclusioni costituite da alfa-sinucleina diverse dai corpi di Lewy sono presenti nelle cellule della glia nell'atrofia multi-sistemica, dove prendono il nome di inclusioni citoplasmatiche gliali.